# 宇野智哉
宇野 智哉（うの ともや）は、日本の漫画家。東京都杉並区出身。町田・デザイン専門学校卒業。

## 経歴
2009年6月、「創造少年」でJUMPトレジャー新人漫画賞で佳作を受賞。そして、翌年『ジャンプNEXT!』にて読み切り「宇宙卓球」でデビュー。そして同年、『週刊少年ジャンプ』にて同作品で第6回金未来杯にエントリー。
2014年、マガジンSPECIALにて「虹色インク」で連載デビュー。

## 作品リスト
- 虹色インク（マガジンSPECIAL2014年No.5 - 2015年No.2、講談社、全2巻）